# Willi Nuppnau
Willi Nuppnau (* 26. November 1906; † nach 1988) war ein deutscher Politiker (SED) und Wirtschaftsfunktionär. Er war von 1950 bis 1952 Abgeordneter des Landtags von Mecklenburg-Vorpommern in der DDR.

## Leben
Nuppnau, von kleinbürgerlicher Herkunft, besuchte die Volksschule und erlernte den Beruf des Handlungsgehilfen. Im Jahr 1926 wurde er Mitglied der KPD. Während des Zweiten Weltkriegs musste er Kriegsdienst in der Wehrmacht leisten und geriet in sowjetische Kriegsgefangenschaft, wo er als Antifa-Schüler die Zentralschule 2040 besuchte. 
Nach seiner Rückkehr nach Deutschland in die Sowjetische Besatzungszone wurde er Mitglied der SED und der Vereinigung der gegenseitigen Bauernhilfe (VdgB). Er übernahm 1950 die Funktion des Sekretärs des Landesvorstandes Mecklenburg. Von Oktober 1950 bis Juli 1952 war er Mitglied des Landtags von Mecklenburg-Vorpommern. Anschließend fungierte er von 1952 bis 1953 als Hauptabteilungsleiter im Ministerium für Land-, Forst- und Nahrungsgüterwirtschaft der DDR und von 1954 bis 1962 als Mitarbeiter und Parteisekretär im  Ministerium für Außen- und Innerdeutschen Handel. Von Januar 1962 bis Juni 1972 fungierte er als Generaldirektor des Außenhandelsbetriebes Zentral-Kommerz GmbH. Obwohl Nuppnau das Rentenalter bereits 1971 erreicht hatte und 1976 ihm als Veteran in Berlin zu seinem 70. Geburtstag gratuliert wurde, übernahm er von Juni 1972 bis Juni 1988 die Geschäftsführung der neugegründeten Agrima GmbH, einer Im- und Exportvertretung im Bereich Agrarerzeugnisse, metallverarbeitende Industrie und der Anbahnung von Geschäftsbeziehungen zwischen Unternehmen der DDR und dem Ausland. Die Agrima GmbH war der Hauptabteilung I des Bereichs KoKo im Ministerium für Außenhandel unterstellt. Gleichzeitig war er Hauptgeschäftsführer im Außenhandelsbetrieb Transinter GmbH, der wiederum der Hauptabteilung II des Bereichs KoKo zugeordnet war.

## Auszeichnungen
- 1964 Vaterländischer Verdienstorden in Bronze
- 1971 Orden Banner der Arbeit
- 1981 Orden Stern der Völkerfreundschaft in Silber